# Вилли (собака)
Ви́лли (англ. Willie), полная кличка Ви́лли Уи́ффл (англ. Willie Whiffle ; 1942—1955) — бультерьер, принадлежавший генералу Джорджу Смиту Паттону.
Бультерьер сначала принадлежал пилоту Королевских военно-воздушных сил Великобритании и носил кличку «Панч». Генерал Паттон приобрёл его у вдовы пилота в марте 1944 года, во время пребывания в Великобритании при подготовке к Нормандской операции. Он дал псу новую кличку «Вилли Уиффл», или кратко «Вилли». После смерти генерала в декабре 1945 года Вилли передали его вдове и дочерям. С ними бультерьер прожил следующие десять лет в поместье «Ферма зелёных лугов» (ныне Паттон-Хоумстед), где умер в 1955 году.

## Биография
Предположительно, Вилли родился в декабре 1942 года. Паттон приобрёл его 4 марта 1944 года и написал в своём дневнике: «Мой щенок буль… Чувствует себя со мной, как рыба в воде. Ему пятнадцать месяцев, белоснежный, не считая маленького пятна на хвосте, которое при беглом взгляде похоже на то, как если б он забыл подтереться после туалета».
Первым хозяином собаки был пилот бомбардировщика Королевских военно-воздушных сил Великобритании, который брал с собой щенка в ночные рейды над нацистской Германией. Тогда у пса была кличка «Панч». Однажды пилот не взял его с собой в очередной ночной рейд, из которого не вернулся.
Генерал Паттон любил собак, особенно бультерьеров. До Вилли у него был бультерьер по кличке Танк. Прибыв в Великобританию весной 1944 года, Паттон решил приобрести бультерьера на родине этой породы. Он попросил помочь ему в этом  леди Маргарет Элис Лиз, жену генерала Оливера Лиза, которая вместе с шофёром генерала Дуайта Эйзенхауэра Кейем Саммерсби и адъютантом Элом Стиллером нашла подходящего щенка. Паттон купил его у вдовы пилота 4 марта 1944 года, и уже на следующий день щенок был у него.

### Версии происхождения клички
Генерал назвал пса Вилли Уиффл (англ. Willie Whiffle) в память об изголодавшемся мальчике, с которым Паттон случайно познакомился во время Великой депрессии, пригласил к себе в гости и досыта накормил. Вид истощённого щенка напомнил ему вид голодного ребёнка, и поэтому генерал назвал пса его именем.
В фильме «Паттон» показана версия, придуманная сценаристами картины и получившая широкое распространение в средствах массой информации. По замыслу кинематографистов сначала Паттон назвал пса «Вильгельмом Завоевателем» в преддверии Нормандской операции, но когда бультерьер поджал хвост во время нападения на него мальтийской болонки по кличке Абигайль, то он переименовал его. Разочарованный робостью питомца, генерал сказал: «Тебя зовут не Вильгельм; а Вилли».
Против последней версии свидетельствуют такие факты: во-первых, пёс никогда не был в самом городе Натсфорд, где по версии сценаристов всё это случилось; во-вторых, он обладал высокой степенью агрессивности, о чём свидетельствуют его драки с другими собаками. Писатель и кинолог Кэтлин Кинсолвинг в своей книге о собаках известных военных и политиков времён Второй мировой войны так написала о характере пса генерала Паттона: «Вилли атаковал бы любую собаку, если бы почувствовал, что Паттону угрожает опасность».

### Генерал и пёс
Первым домом Вилли  стала резиденция генерала Паттона в поместье Пеовер-Холл, в графстве Чешир. Вилли не только ел вместе со своим хозяином (постепенно он набрал вес), сидя под столом у его стула, но и спал с ним в его фургоне, когда тот находился в разъездах. Специально для Вилли на металлические решётчатые ступеньки, ведшие к двери фургона, генерал настелил деревянные доски, чтобы у пса не цеплялись когти при подъёме и спуске. Вилли обожал своего хозяина. Вот что сам Паттон писал о своём четвероногом друге в дневнике в июле 1944 года: «Вилли без ума от меня и впадает в [радостную] истерику, когда я возвращаюсь в лагерь. Он тоже храпит, и составляет компанию по ночам…».
Вилли был «дамским угодником», имел игривый характер. Однажды он схватил с кресла ремень генерала с пистолетом в кобуре и побежал вниз по коридору, заставив Паттона гоняться за ним. У пса был собственный набор жетонов военнослужащего. Генерал так любил своего пса, что даже устроил вечеринку по случаю дня рождения Вилли.
Пёс почти всегда сопровождал хозяина, куда бы тот ни ходил и ни ездил. Они совершали частые длительные прогулки, при этом собака всегда шла рядом с генералом, так близко, что ей не требовался поводок. Когда Вилли появлялся в помещении, офицеры и солдаты знали, что скоро здесь появится и сам Паттон. Офицеры, служившие рядом с Паттоном, вспоминали, что пёс генерала любил летать, но не выносил огня артиллерии и других громких звуков. Он также, по их словам, часто «пускал газы».

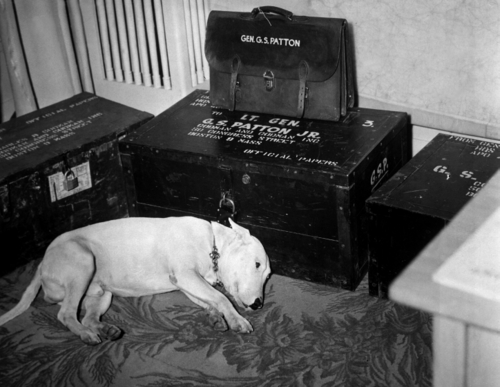
Вилли у вещей погибшего хозяина перед отправкой в США. Декабрь 1945 года

Некоторые замечали внешнее сходство между хозяином и его собакой. Вот как об этом вспоминал карикатурист журнала «Звезды и полосы», сержант Билл Модлин, который видел генерала и его пса в марте 1945 года: «…Рядом с ним [Паттоном] лежал в большом кресле Вилли, бультерьер. Если когда-либо собака походила на своего хозяина, так это был тот случай. Вилли имел то же выражение, что и его любимый босс, не хватало только ленты и звёзд. Я встал в дверях, глядя на четыре самых недоброжелательных глаза, какие когда-либо видел…».

### После смерти хозяина
После трагической гибели Паттона 21 декабря 1945 года вследствие травм, полученных им в автомобильной катастрофе, Вилли передали вдове и дочерям генерала. Несколько месяцев собака страдала от разлуки с хозяином.
Следующие десять лет Вилли прожил в поместье Паттонов «Ферма зелёных лугов» (ныне Паттон-Хоумстед), недалеко от города Гамильтон в штате Массачусетс. Он умер в 1955 году и был похоронен на территории поместья, там, где хозяева хоронили своих домашних питомцев.
В Мемориальном музее генерала Джорджа С. Паттона в Кириако-Саммит (штат Калифорния) Вилли увековечен в бронзовом памятнике рядом со своим хозяином. Ричард Стиллман, офицер, служивший рядом с Паттоном, написал книгу о Вилли — «Лучший друг генерала Паттона».